# Переможне (Щастинський район)
Перемо́жне — село в Україні, у Новоайдарській селищній громаді Щастинського району Луганської області. Населення становить 334 особи.

## Історія
Після червня 1941 року усі мешканці-німці протягом 1 доби були депортовані до Сибіру.

23 листопада 1945 колонія Бауергейм  (нім. Bauerheim) перейменована на село Переможне.

## Населення

### Мова
Розподіл населення за рідною мовою за даними перепису 2001 року:
| Мова       | Кількість | Відсоток |
| ---------- | --------- | -------- |
| українська | 303       | 90.72%   |
| російська  | 29        | 8.68%    |
| білоруська | 1         | 0.30%    |
| німецька   | 1         | 0.30%    |
| Усього     | 334       | 100%     |

За даними перепису 2001 року населення села становило 334 особи, з них 90,72% зазначили рідною українську мову, 8,68% — російську, а 0,6% — іншу.